# 松本テアトル銀映
松本テアトル銀映（まつもとテアトルぎんえい）は、かつて長野県松本市城東1丁目1-4にあった映画館。経営は有限会社松本興行。

## 歴史

### 開館
前身は1870年（明治3年）に開館した松本劇場であり、この劇場は筑摩県初の常設劇場だった。1914年（大正3年）、松本劇場とは異なる場所に銀映座が開館した。

### 映画黄金期
1950年（昭和25年）には松本大映に改称した。長野県松本県ヶ丘高等学校は文化祭で松本大映を貸し切り、映画研究会が『ハムレット』などを上映したこともある。
1960年（昭和35年）11月2日には松本大映を大映が貸借し、一時的に大映の直営館となったが、同年12月中旬には上土町に新たな大映系劇場である松本ニュー大映が開館。そのため、同月15日に松本大映は東宝関東興行の傘下に入り、スカラ座に改称して洋画封切館となった。この際の支配人は緒方浩である。1963年（昭和38年）にはテアトル銀映に改称し、主に洋画を上映した。

### 閉館
2008年（平成20年）10月24日をもって閉館した。松本テアトル銀映1の最終上映作品は『幸せの1ページ』、松本テアトル銀映2の最終上映作品は『同窓会』である。閉館の理由は観客数の減少や建物の老朽化である。駐車場がないという欠点があり、末期には上映の際に観客がひとりもいないこともあった。
松本テアトル銀映の経営会社だった有限会社松本興行は、2008年（平成20年）12月20日に松本市郊外にシネマライツ8を開館させている。

## スクリーン
| スクリーン | 座席数 |
| ---------- | ------ |
| 銀映1      | 275    |
| 銀映2      | 87     |